# Brigitte Roesenová
Brigitte Roesenová ( * 18. ledna 1944) je bývalá německá atletka, halová mistryně Evropy ve skoku do dálky.

## Sportovní kariéra
Svých nejlepších výkonů dosáhla na halových mistrovství Evropy – v roce 1971 skončila mezi dálkařkami sedmá, o rok později se v Grenoblu stala halovou mistryní Evropy v této disciplíně.